# Åndalsnes (stacja kolejowa)
Åndalsnes – stacja kolejowa w Åndalsnes, w gminie Rauma, regionie Møre og Romsdal w Norwegii, jest oddalona od Oslo o 457,2 km.

## Położenie
Jest końcową stacją linii Raumabanen. Leży na wysokości 4,2 m n.p.m.. Stacja znajduje się blisko atrakcji turystycznych: Trollvehen (Ściana trolli) i Trollstigen (Droga Trolli). Sama kolej i stacja również uważana jest za atrakcję turystyczną.

## Ruch pasażerski
Obsługuje bezpośrednie połączenia do Dombås, Trondheim, Oslo i Lillehammer.

## Obsługa pasażerów
Kasa biletowa, poczekalnie, telefon publiczny, ułatwienia dla niepełnosprawnych, kiosk, parking na 15 miejsc, pokój obsługi niemowląt, parking rowerowy, automatyczne skrytki bagażowe, przystanek autobusowy do Ålesund, postój taksówek. Na stacji działa biuro informacji turystycznej.